# حزب دموکرات کارگری (برزیل)
حزب دموکرات کارگری (پرتغالی: Partido Democrático Trabalhista) یک حزب سیاسی سوسیال دمکرات در برزیل است.